# 水嶋義人
水嶋 義人 （みずしま よしと）は、日本の俳優·パーソナリティ。信州上田おもてなし武将隊 真田幸村と十勇士のリーダー真田幸村役として上田市の観光PRを担っている。

## 来歴
1991年にミュージカル劇団の東京キッドブラザースに入団。1997年に退団するまで数多くの舞台をこなす。
退団後、劇団TOKYO BOWZ入団。後に2代目座長に就任する。
2003年に東京から長野県上田市に拠点を移し、2012年には上田市の観光PRを行う武将隊の信州上田おもてなし武将隊 真田幸村と十勇士を立ち上げた。
2019年3月に劇団TOKYO BOWZを退団し、演劇集団 真田CROSS-Bを立ち上げる。

## 人物
趣味は車、バイク、映画鑑賞、筋トレ、人物観察。
好きな音楽はマイケル・ジャクソン、槇原敬之、福山雅治 佐野元春、バッハ。

## 出演

### 舞台
東京キッドブラザース
- 朝日のあたる家/　アトリエフォンテーヌ
- WORK　SONG/　新宿スペース107・新宿シアタートップス　　他関東近辺学校公演
- 心は二つの海　/　横浜レクチャーホール・銀座博品館劇場
- 東京キッドブラザース25周年記念コンサート　愛の磁力　/　ベイNKホール
- BUS　STOP　/　銀座博品館劇場・千葉県文化会館・テアトルエコー　　他全国ツアー
- ロフト物語　/　浜松町KIDシアター
- スリーチルドレン　/　浜松町KIDシアター
- 時哉の冒険　/　浜松町KIDシアター
- はつ恋　/　浜松町KIDシアター

TOKYO　BOWZ
- サテンドール　/　神楽坂ディプラッツ・上田市上田映劇・福岡県中間ハーモニーホール
- BOWZ　STREET　/　神楽坂ディプラッツ
- 黒い瞳のジョニー　/　上田市上田映劇・宮城県気仙沼中央公民館
- BABY　GANG　/　野方WIZ・宮城県気仙沼中央公民館
- BABY　GANG2　/　東御市レストランペニーレイン
- BABY　GANG21　/　BOWZTHEATER　フォートレス
- 1オンスの勇気　/　BOWZTHEATER　フォートレス
- 櫻組　/　山形県尾花沢市サルナート・上田市中央文化センター
- You-me印～子供達へ　/　上田市上野が丘公民館
- ロックタウンは恋の街　/　上田市上田創造館・山形県尾花沢市サルナート
- 劇団創立10周年記念公演　It’s　Show-time！　/　上田市中央文化センター
- 光の中へ～三代目シラノ座物語～　/　侍学園スクオーラ・今人
- YUKIMURA　/　上田市中央文化センター・真田町真田文化会館
- KID　BLOOD～銀幕の中の踊り子たち～　/　侍学園スクオーラ・今人
- Overnight　Success～夕方を知らない踊り子たち～　/　上田市中央文化センター
- ONE　DAYS～1/365のラブソング～　/　侍学園スクオーラ・今人
- BLUE　SEASIDE　GRAFFITI　夏うらら　/　上田市中央文化センター
- Dearest～草原の木馬～　/　侍学園スクオーラ・今人
- 花流れ～紫陽花編～　/　真田温泉ふれあい真田館
- 花雨　/　上田市真田公民館
- 真田怪談　六文語　/　真田温泉ふれあい真田館
- A　THIRSTY　SOUL　/　上田市中央文化センター・福岡県中間ハーモニーホール／上田市上田創造館
- 15周年記念公演第1弾　Rosy　cloud～特別な愛の詩～　/　上田市上田映劇
- Dearest～1980～　/　侍学園スクオーラ・今人
- 15周年記念公演第2弾　愛夢連帯～十二月の海賊たち～　/　上田市中央文化センター
- 弧蝶の舞／上田市真田町 幸村の郷／上田市 真田公民館
- ELF公演 十一人目の真田十勇士／上田市中央文化センター
- 三代目シラノ座物語／上田市 侍学園 スクオーラー今人 イマジンホール
- 武は矛を止める／真田町ゆきむら夢工房
- 真田の風／真田町ゆきむら夢工房
- 戦国聖者ノ宴　聖・十色ノ陣／侍学園スクオーラ・今人
- 激熱見舞い申し上げます／STUDIO SANADAMARUアトリエ公演
- 20周年公演第1弾　ROAD OF YUKIMURA 〜十一人目の真田十勇士〜／上田市真田公民館
- 20周年公演第2弾　眞田花吹記　名もなき兵達の詩／上田市文化センター
- 20周年公演第3弾　NO LIGHT! NO THEATER!／サントミューゼ小ホール
- 時代劇ミュージカル　紅十道　SANADA-CROSS-ROAD／上田市真田公民館
- 六文銭の片隅で／上田市海野町犀の角
- Dearest〜いつか見た港〜／上田市文化センター

NPO法人劇空間夢幻工房
- 創立20周年記念公演　「百々眼〜カオス〜スパイラル」／長野北野文芸座

### テレビドラマ
- NHK大河ドラマ「真田丸」五兵衛役
- フジテレビ「赤い糸の女」[5]

### ラジオ
- FMとうみ はれラジ「mizu曜日は晴れのちはれ」メインパーソナリティー[4]

### 武将隊
- 信州上田おもてなし武将隊 真田幸村と十勇士・真田幸村